# Bené Canavieira
Benedito Israel Ribeiro meglio noto come Bené Canavieira (Cairu, 10 aprile 1943) è un ex calciatore brasiliano, di ruolo attaccante.

## Biografia
Soprannominato Bené Canavieira a causa della sua provenienza da Canavieiras, Ribeiro giocò in Brasile, Uruguay e Stati Uniti d'America.
Sposatosi con Urânia Maria Mendes de Brito Ribeiro il 27 ottobre 1975, ha avuto due figlie: Fabíola e Lucíola.

## Carriera
Venne ingaggiato dal Bonsucesso dopo esser stato notato in una partita contro una selezione di Canavieiras, nel 1961 passò al Botafogo.
Con il club dell'Estrela Solitária, in cui fu riserva di Garrincha, vinse due campionati Carioca, tre Torneio Início do Rio de Janeiro, due tornei Rio-San Paolo ed un secondo posto nella Taça Brasil 1962. Nel 1963 partecipò alla Copa de Campeones de América, raggiungendone le semifinali, perse con i futuri campioni del Santos.
Lasciato il Botafogo, giocò nel Cruzeiro e nel Villa Nova prima di tornare brevemente ai bianconeri di Rio de Janeiro.
Nel 1967 si trasferisce nel Cerro. In quell'anno con gli uruguaiani, sotto le vesti del New York Skyliners, partecipa all'unica edizione del campionato nordamericano dell'United Soccer Association, lega che poteva fregiarsi del titolo di campionato di Prima Divisione su riconoscimento della FIFA, nel 1967: quell'edizione della Lega fu disputata utilizzando squadre europee e sudamericane in rappresentanza di quelle della USA, che non avevano avuto tempo di riorganizzarsi dopo la scissione che aveva dato vita al campionato concorrente della National Professional Soccer League. Con i Skyliners non superò le qualificazioni per i play-off, chiudendo la stagione al quinto posto della Eastern Division, ma risultando il capocannoniere della squadra con cinque reti.
Terminata l'esperienza con i Skyliners, rimane ancora negli Stati Uniti per giocare con il New York Inter-Giuliana.
Nel 1970 ritorna in patria per giocare nel Bahia, a cui seguiranno numerosi altri ingaggi con club brasiliani sino al ritiro avvenuto nel 1974.

## Palmarès
- Campionato Carioca: 2

1961, 1962
- Torneio Início do Rio de Janeiro: 3

1961, 1962, 1963
- Torneo Rio-San Paolo: 2

1962, 1964